# Apșa de Jos, Teceu
Apșa de Jos (în ucraineană Нижня Апша, transliterat: Nîjnea Apșa), până în 2004 numit Dibrova (în ucraineană Діброва), este satul de reședință al comunei Apșa de Jos din raionul Teceu, regiunea Transcarpatia, Ucraina.

## Demografie
Componența lingvistică a localității Apșa de Jos
     Română (97,69%)
     Ucraineană (1,59%)
     Alte limbi (0,5%)
Conform recensământului din 2001, majoritatea populației localității Apșa de Jos era vorbitoare de română (97,69%), existând în minoritate și vorbitori de ucraineană (1,59%).

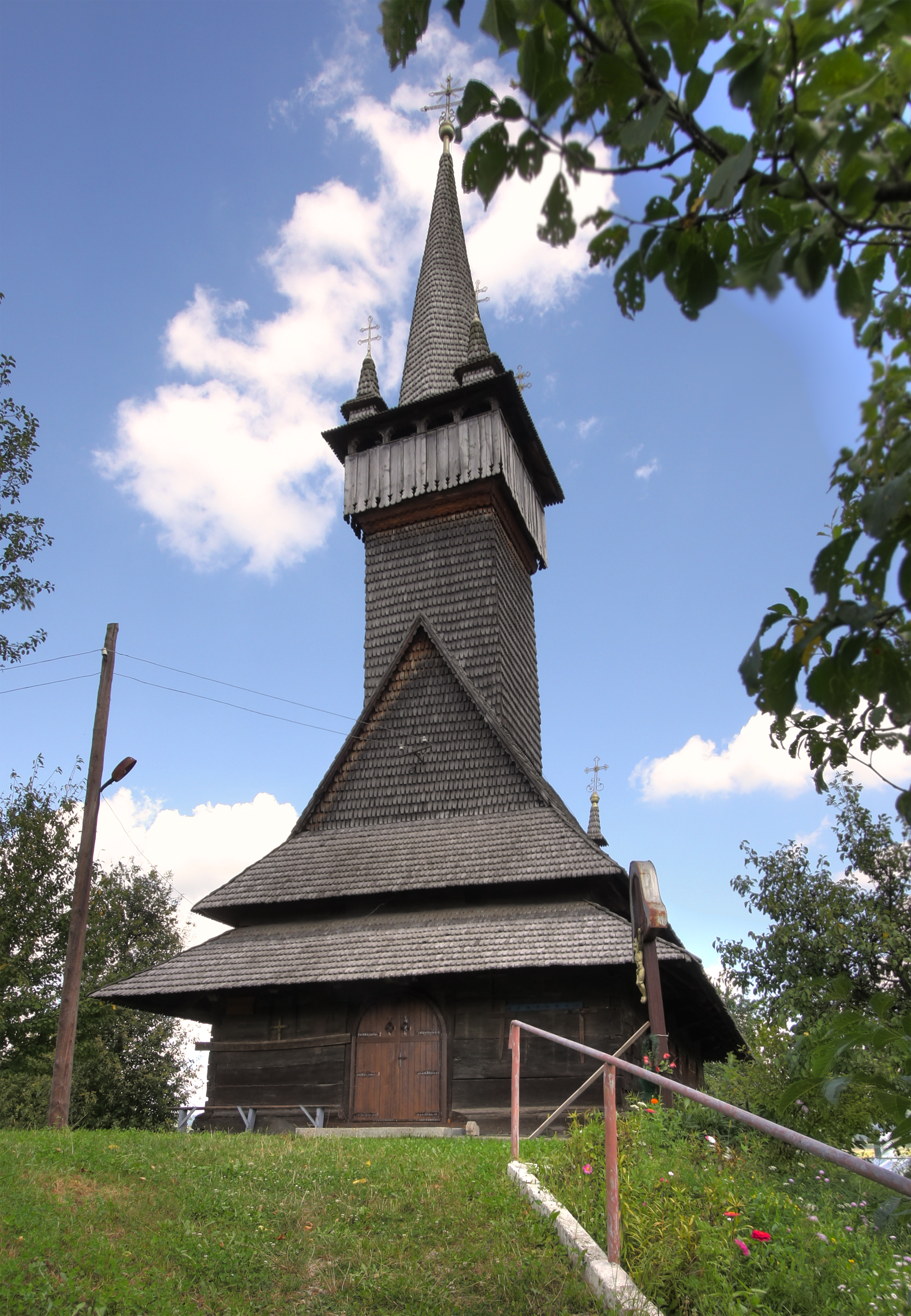
Biserica din sat